# Kingdom of Desire
«Kingdom Of Desire» — восьмий студійний альбом гурту «Toto», випущений у вересні 1992 року лейблом Sony Music.
Після звільнення у 1991 році Жана-Мішеля Байрона учасники гурту вирішили не запрошувати нових вокалістів. Лід-вокалістом став Стів - Лукатер, який і виконав вокальні партії на цьому диску.
Невдовзі після завершення студійної роботи над платівкою, помер барабанщик Джефф Поркаро. Концертний тур на підтримку альбому був присвячений його пам'яті.

## Композиції
1. «Gypsy Train» – 6:45
2. «Don't Chain My Heart» – 4:46
3. «Never Enough» – 5:45
4. «How Many Times» – 5:42
5. «2 Hearts» – 5:13
6. «Wings of Time» – 7:27
7. «She Knows the Devil» – 5:25
8. «The Other Side» – 4:41
9. «Only You» – 4:28
10. «Kick Down the Walls» – 4:55
11. «Kingdom of Desire» – 7:16
12. «Jake to the Bone» – 7:05

## Персоналії
Toto
- Стів Лукатер: гітара, бек-вокал, лід-вокал
- Девід Пейч: клавішні, бек-вокал
- Майк Поркаро: бас-гітара
- Джефф Поркаро -ударні, перкусія